# تپه گاومیش خانه
تپه گاومیش خانه مربوط به هزاره ۶ و ۵ قبل از میلاد است و در شهرستان شهریار، بخش ملارد، روستای یوسف آباد واقع شده و این اثر در تاریخ ۱ مهر ۱۳۸۲ با شمارهٔ ثبت ۱۰۳۰۸ به‌عنوان یکی از آثار ملی ایران به ثبت رسیده است.